# Синявець темно-синій
Синявець темно-синій (Cyaniris semiargus) — вид денних метеликів родини синявцевих (Lycaenidae).

## Поширення
Вид поширений в Європі, Марокко та помірній Азії. В Україні трапляється по всій території, крім найпівденніших районів степової зони.

## Опис
Довжина переднього крила до 2 см. Самець темно-синій, з чорною облямівкою. Самиця монотонного коричневого забарвлення. Низ коричневий у представників обох статей.

## Спосіб життя
Метелики літають з червня по серпень. Трапляються на різнотравних луках. За рік буває одне-два покоління. Самиця відкладає яйця на квіти бобових рослин. Гусениця годується конюшиною, викою, антилісом, дроком та буркуном.. Живляться цвітом та плодами. Зимує у стадії гусениці.

## Галерея